# ناجندرا پراساد ریجال
ناجندرا پراساد ریجال (انگلیسی: Nagendra Prasad Rijal; زاده ۲۰ آوریل ۱۹۲۷ – درگذشته ۲۳ سپتامبر ۱۹۹۴) سیاست‌مدار اهل نپال بود. وی دو بار از ۱۶ ژوئیه ۱۹۷۳ تا ۱ دسامبر ۱۹۷۵ و سپس از ۲۱ مارس ۱۹۸۶ تا ۱۸ ژوئن ۱۹۸۶ نخست‌وزیر این کشور بود.
ناجندرا پراساد ریجال در ۲۳ سپتامبر ۱۹۹۴، در سن ۶۷ سالگی درگذشت.